# Лукшићи Озаљски
Лукшићи Озаљски су насељено место у граду Озаљ, Карловачка жупанија, Хрватска.

## Историја
До територијалне реорганизације у Хрватској били су у саставу старе општине Озаљ.

## Становништво
У попису становништва из 2011. године, Лукшићи Озаљски су имали 46 становника.
| Број становника према пописима | Број становника према пописима | Број становника према пописима | Број становника према пописима | Број становника према пописима | Број становника према пописима | Број становника према пописима | Број становника према пописима | Број становника према пописима | Број становника према пописима | Број становника према пописима | Број становника према пописима | Број становника према пописима | Број становника према пописима | Број становника према пописима | Број становника према пописима |
| ------------------------------ | ------------------------------ | ------------------------------ | ------------------------------ | ------------------------------ | ------------------------------ | ------------------------------ | ------------------------------ | ------------------------------ | ------------------------------ | ------------------------------ | ------------------------------ | ------------------------------ | ------------------------------ | ------------------------------ | ------------------------------ |
| 1857                           | 1869                           | 1880                           | 1890                           | 1900                           | 1910                           | 1921                           | 1931                           | 1948                           | 1953                           | 1961                           | 1971                           | 1981                           | 1991                           | 2001                           | 2011                           |
| 90                             | 91                             | 81                             | 83                             | 73                             | 81                             | 88                             | 89                             | 104                            | 100                            | 94                             | 90                             | 47                             | 56                             | 52                             | 46                             |

Напомена: До 1900. исказивано под именом Лукшићи. Године 1981. смањен за део насеобинског простора који је припојен насељу Озаљ. За тај издвојен део садржи податке од 1857. до 1971.